# Elinostola
Elinostola é um gênero de mariposa pertencente à família Acrolophidae.